# Maria Salviati

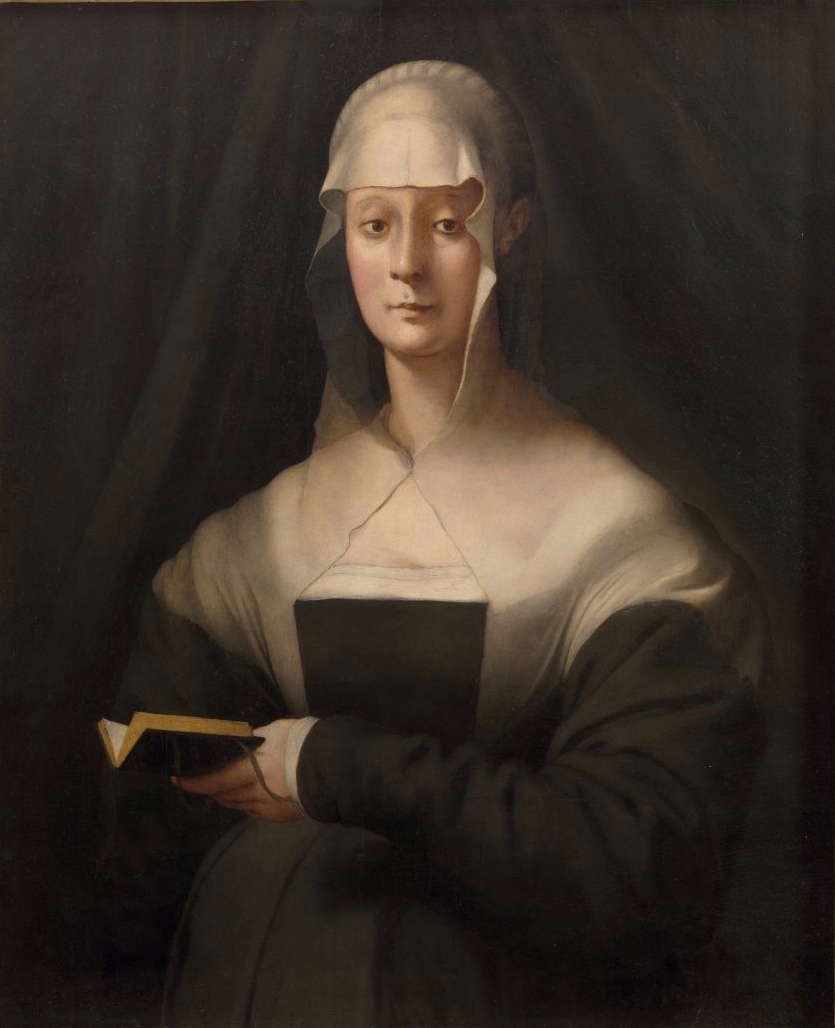
Porträt der Maria Salviati, Jacopo da Pontormo (Uffizien)

Maria Salviati (* 17. Juli 1499 in Florenz; † 12. Dezember 1543 in der Villa Medici von Castello bei Florenz) war eine Angehörige des Patriziats von Florenz. Sie vermählte sich 1516 mit Giovanni dalle Bande Nere und wurde 1519 die Mutter von Cosimo I., des zukünftigen ersten Großherzogs der Toskana. 

## Herkunft und Familie
Maria Salviatis Vater war der einflussreiche florentinische Bankier und Politiker Jacopo Salviati (1461–1533), der von 1499 bis 1518 einer der Prioren der Signoria war und 1514 das höchste Amt eines Gonfaloniere begleitete. Seine am 10. September 1486 in Florenz geschlossene Ehe mit Lucrezia de’ Medici (1470–1553), der ältesten Tochter von Lorenzo il Magnifico, diente vor allem der Festigung des politischen und wirtschaftlichen Bündnisses ihrer Familien. 
Jacopo und Lucrezia Salviati hatten insgesamt zehn Kinder. Zwei ihrer Söhne, Giovanni (1490–1553) und Bernardo (1508–1568), schlugen die kirchliche Laufbahn ein, beide erlangten die Würde eines Kardinals. Eine weitere Tochter der Salviatis, Francesca, heiratete 1533 in zweiter Ehe Ottaviano de’ Medici und wurde Mutter des späteren Papstes Leo XI.
Maria Salviati war außerdem mütterlicherseits die Nichte von Piero de’ Medici (des ehemaligen Stadtherren von Florenz), von Papst Leo X. und von Giuliano di Lorenzo de’ Medici, Herzog von Nemours.

## Leben
Maria Salviati erlebte, trotz der schwierigen politischen Jahre in Florenz, eine behütete Kindheit im Haus ihrer Eltern. Im Jahre 1509 entschlossen sich diese, den verwaisten elfjährigen Giovanni de’ Medici aufzunehmen. Giovanni, der später der berühmte Condottiere Giovanni dalle Bande Nere werden sollte, war der Sohn von Giovanni de’ Medici (1467–1498), genannt il Popolano, einem Angehörigen der jüngeren Linie der Medici, und der Caterina Sforza (1463–1509). 
Maria wird als kluges, sympathisches und gutaussehendes Mädchen beschrieben. Sie empfand bald Zuneigung zu ihrem Ziehbruder und ihre Eltern beschlossen daraufhin, sie mit Giovanni zu vermählen. Obwohl die persönlichen Wünsche der Partner berücksichtigt wurden, bezweckten die Salviatis mit dieser Ehe, eine politische und wirtschaftliche Vereinigung ihres Hauses mit der jüngeren Linie der Medici herzustellen, die im Gegensatz zur älteren Linie ihr Vermögen nicht aufgebraucht hatte. Lucrezia, die aus der älteren Linie der Medici stammte, hoffte, dass die Ehe ihrer Tochter zur Versöhnung der beiden Medici-Linien beitragen würde. Schließlich fand 1515 die Verlobung von Maria und Giovanni statt und am 15. November 1516 folgte ihre Hochzeit in Florenz. 
Seit 1515 diente Giovanni als Offizier im päpstlichen Heer. Leo X. und sein Bruder Giuliano stellten 1516 mit Hilfe von spanischer Infanterie die Herrschaft der Medici in Florenz wieder her. Maria musste lernen, eine Ehe mit einem Mann zu führen, der aufgrund seines Berufes die meiste Zeit von zu Hause fernblieb. Giovanni war seiner Frau in Liebe zugetan, er behandelte sie stets höflich und mit Respekt, zog es aber trotzdem vor, im Feld seine Freiheit mit seinen Soldaten oder mit diversen Gefährtinnen zu verbringen. 
Am 12. Juni 1519 gebar Maria ihren Sohn, der nach seinem Vorfahren Cosimo de’ Medici benannt wurde und später der erste Großherzog der Toskana wurde. Nachdem Giovanni von einem Feldzug zurückkehrte und er Maria mit dem Sohn Cosimo am Fenster erblickte, rief er ihr zu, sie solle ihm den Säugling zuwerfen. Maria protestierte anfänglich, gehorchte schließlich ihrem Mann und warf ihm das Kind hinab. Giovanni fing seinen Sohn, sicher zur Erleichterung aller Anwesenden, unversehrt auf. 
Clemens VII., seit 1523 Papst und Oberhaupt der Medici, tilgte Giovannis Schulden. Dieser musste sich daraufhin verpflichten, die kommenden Feldzüge des Papstes zu führen. Maria erkannte als Erste, dass Giovanni von der Politik ferngehalten werden soll und deswegen immer häufiger ins Feld geschickt wurde. Sie litt unter den ständigen Trennungen, war oft krank vor Sorge und immer in Angst, ihr Mann könnte verwundet oder getötet werden. Maria war fest davon überzeugt, dass der Papst zugunsten seines illegitimen Sohnes Alessandro bewusst Giovannis Tod in Kauf nehmen würde. 
Am 14. Februar 1525 wurde Giovanni dalle Bande Nere in der Schlacht bei Pavia schwer verwundet. Er war nun handlungsunfähig und der Papst stellte umgehend seine Soldzahlungen an die „Schwarzen Scharen“ ein. Maria befürchtete deshalb, dass die gut ausgebildeten Soldaten auseinander liefen, sich anderen Condottieri anschlossen oder als Straßenräuber enden würden. Sie entschied, die ausgebliebenen Soldzahlungen vom eigenen Vermögen zu begleichen und veranlasste, dass weitere Zahlungen durch Florentiner Banken, hauptsächlich durch das Bankhaus Salviati, erfolgten. Marias Finanzreserven waren jedoch bald erschöpft und sie reiste nach Rom, um Clemens VII. aufzufordern, ihr die rückständigen 6.000 Dukaten zu zahlen. 
Der Papst beglich Marias Forderung. Sie verwendete das Geld umgehend zur Zahlung des ausstehenden Soldes und zum Kauf von neuen Waffen und Ausrüstungen. So konnte ihr Mann nach seiner Genesung auf ein kriegsbereites Heer zurückgreifen. 
Giovanni dalle Bande Nere verstarb am 30. November 1526 an den Folgen der schweren Verletzungen, die er in einem Gefecht gegen kaiserliche Truppen des Connétables von Bourbon bei Governolo erlitt. Maria sah nun ihre wichtigste Aufgabe darin, ihren siebenjährigen Sohn Cosimo, der neben Katharina und Lorenzino de’ Medici legitimen Anspruch auf das politische Erbe der Medici hatte, vor Mordanschlägen des Papstes zu schützen. Sie verließ deshalb mit ihrem Sohn Florenz und lebte dann von der Florentiner Öffentlichkeit unbemerkt auf Schloss Trebbio im Mugello. Cosimo kehrte nach Alessandros Tod, den Clemens VII. die Herrschaft über Florenz übertragen hatte, 1537 nach Florenz zurück und festigte dort innerhalb weniger Monate seine Herrschaft über das Herzogtum der Toskana.
Maria hielt sich während der Regierung ihres Sohnes im Hintergrund. Sie verstarb am 29. Dezember 1543 in der Villa Medici von Castello und wurde an der Seite ihres Mannes in San Lorenzo zu Florenz begraben.